# Mirror Mirror (película)
Mirror Mirror (titulada como Blancanieves (Mirror, Mirror) en España y como Espejito, Espejito en Hispanoamérica es una película de comedia y fantasía basada en el cuento Blancanieves, de los hermanos Grimm. Está dirigida por Tarsem Singh y protagonizada por Lily Collins, Julia Roberts, Armie Hammer, Nathan Lane y Sean Bean. No tiene relación con la novela homónima escrita por Gregory Maguire en 2003, fue estrenada en Estados Unidos el 30 de marzo de 2012.

## Argumento
La película comienza con la reina Clementianna (Julia Roberts), narrando la historia de la cual dice que es en realidad su historia, no la de su hijastra Blancanieves. La reina anterior y buena, la madre de Blancanieves, murió después de dar a luz. Su padre, el Rey (Sean Bean), educó entonces a Blancanieves para que ella pudiera gobernar el reino algún día. Con la sensación de que la niña necesitaba una madre, el rey se casó de nuevo. Su nueva esposa es Clementianna, la mujer más bella de la Tierra. Un día, el rey parte a luchar contra un gran mal que ha invadido la tierra, dándole a Blancanieves una daga dorada. Cabalga hacia el bosque y nunca regresa. Clementianna gobierna en su lugar. Celosa y amenazada por Blancanieves y por la devoción de la gente hacia ella, la reina decide que Blancanieves tiene que hacer lo que la nieve hace en primavera... desaparecer. Diez años más tarde, Blancanieves (Lily Collins) está cumpliendo los dieciocho años y ha pasado la mayor parte de su vida encerrada en el palacio. La reina no se preocupa por ella, pero el personal de palacio todavía la estima, en especial una amable panadera llamada Margaret, quien se ha preocupado por Blancanieves desde que el rey desapareció. Margaret le dice a Blancanieves que el reino es legítimamente suyo y que ella debería salir a la calle y ver qué ha sido de su pueblo. Blancanieves entonces desafía las órdenes de la reina y deja el palacio, decidida a ver las condiciones de su reino. En el bosque, se encuentra con el príncipe Andrew Alcott (Armie Hammer) y su compañero, Renbock, que han sido robados por unos bandidos (los siete enanitos). Ella y el príncipe se sienten atraídos uno al otro, pero siguen por sus propios caminos. Blancanieves llega a la ciudad que domina el palacio, y descubre que está baldía y las personas que allí viven son indigentes, debido a la avaricia de la reina. Recuerda haber visitado la ciudad una vez antes con su padre, y cómo las personas solían cantar y bailar. Una mujer del pueblo le dice que tales cosas no han sucedido desde hace muchos años. Enojada porque Clementianna ha destruido todo por lo que su padre había trabajado, Blancanieves decide ayudar al reino y derrocar a la Reina.
El príncipe Alcott encuentra su camino hacia el palacio. La reina, dándose cuenta de que viene de un reino rico, trama un complot para hacer que se case con ella y así poder resolver sus problemas financieros. Conduce un baile en honor al Príncipe y hace todo lo posible para lucir lo más bella posible. Blancanieves asiste en secreto al baile, planeando pedirle al príncipe, a quien ella cree que no conoce, que la ayude a restaurar su reino. Ella y Alcott se enteran de la verdad entre ellos cuando resultan emparejados en un baile. Afligido, el príncipe Alcott se asegura de que Blancanieves permanezca a su lado, lo cual la reina nota. La Reina hace que sus guardias capturen a Blancanieves, y Blancanieves, por primera vez en su vida, se enfrenta a su madrastra y le dice que ella no tiene derecho a gobernar como lo hace. La reina, al ver a Blancanieves como la amenaza que siempre temió que sería, ordena a su sirviente, Brighton (Nathan Lane), que lleve a la princesa al bosque y la dé de comer a la bestia que vive allí. Brighton lleva a Blancanieves al bosque, pero es incapaz de matarla. En lugar de eso, la libera y le dice que corra. Blancanieves escapa de la bestia (Frank Welker) y se desploma en la puerta de la casa de los siete enanos. La reina va a su espejo mágico, un portal a un mundo inhóspito y estéril, que contiene una casa llena de espejos. Dentro de los espejos vive un reflejo de la Reina. El reflejo es lo completamente opuesto a la reina y es una versión más joven, más noble y más sabia de ella. Ella le da consejos a la Reina cuando esta se lo pide. La Reina solicita una poción de amor para que ella pueda hacer que el príncipe se enamore de ella. El espejo en repetidas ocasiones le advierte que hay un precio para el uso de la magia, pero la Reina se niega a escuchar. De vuelta en el bosque, Blancanieves se despierta para encontrarse rodeada de los enanos (Mandamás, Matón, Lobo, Napoleón, Media Pinta, Glotón, Risitas). Después de mucho debate acuerdan dejarla quedarse con ellos por una noche.
La Reina impone otro impuesto contra el pueblo para pagar las fiestas que ella organiza para el príncipe Alcott. Brighton es enviado a recaudarlo, y es informado por el juez de la ciudad que las personas no pueden tolerar mucho más. En el camino de vuelta al palacio, los enanos roban a Brighton y hurtan el dinero de los impuestos. Cuando Blancanieves descubre que los enanos son ladrones, y que el dinero robado pertenece a la gente del pueblo, se enoja. Los enanos le explican que nadie los defendió años antes cuando la Reina los expulsó del reino porque pensó que eran feos. Por lo tanto, no sienten ninguna culpabilidad por el robo. Blancanieves se escabulle, mientras ellos están distraídos, a devolver el dinero. La gente del pueblo queda encantada de tener su dinero de vuelta y Blancanieves les da el crédito a los enanos, ganando para ellos la aceptación y la gratitud de la gente. Los enanos acuerdan que Blancanieves puede quedarse de manera permanente si accede a convertirse en una ladrona, al igual que ellos. Ella acepta, pero solo si es para robar a la Reina y devolver a la gente.
Mientras tanto, Clementianna informa a Alcott que Blancanieves ha muerto, e intenta hacerlo casarse con ella, sólo para ser interrumpida por Brighton. Cuando el príncipe se entera de que los bandidos han robado a Brighton, que va tras ellos, sin darse cuenta de las cosas horribles que la Reina ha hecho. En el bosque Alcott descubre no sólo que Blancanieves está viva, sino que está en alianza con los bandidos. Con cada uno creyendo que el otro estaba equivocado, Blancanieves y Alcott se enfrentan a duelo. Alcott vuelve al palacio derrotado y le informa a la Reina que Blancanieves está viva y en alianza con los bandidos que robaron su dinero. La Reina consulta el espejo una vez más. Ella le exige al espejo que castigue a Brighton por mentirle (lo convierte en una cucaracha) y le dice al espejo que utilice su magia para matar a Blancanieves. El espejo le advierte una vez más que hay un precio por usar magia, pero la Reina, cegada por el odio, se compromete a aceptar todas las consecuencias que sus acciones puedan traer. Ella usa una poción de amor para hacer que el príncipe se enamore de ella, con resultados no deseados (accidentalmente utiliza una poción llamada Puppy Love (Amor perruno), que hace que el Príncipe actúe como un perrito fiel). Aunque los efectos de la poción fueran equivocados, ella utiliza la nueva devoción del príncipe por ella para hacerle llegar a un acuerdo para casarse con ella. Cuando Blancanieves se entera de la boda, se le rompe el corazón. La reina entonces usa la magia negra para crear dos gigantes títeres de madera en el bosque y los utiliza para intentar matar a Blancanieves y a los enanos. Blancanieves es capaz de cortar los hilos de los títeres y romper el hechizo del espejo, pero ella decide huir para proteger a sus nuevos amigos. A la mañana siguiente, los enanos encuentran que desapareció y descubre una nota que les dejó diciéndoles que los ama a todos. La interceptan justo cuando se disponía a salir. Los enanos logran levantarle el ánimo, y la convencen de que sus vidas son mejores con ella. Deciden escabullirse en la boda de la reina y el príncipe, y lo hacen. La Reina llega a su boda y encuentra que el príncipe se ha ido y a los nobles invitados en su ropa interior, despojados de sus ropas y objetos de valor. Los invitados informan a la reina que Blancanieves ha capturado el Príncipe y que, como miembros de la nobleza, están pensando en destituirla de su cargo. De vuelta en el bosque, el príncipe (todavía bajo el hechizo) desea estar con la Reina. Los enanos y Blancanieves llegan a la conclusión de que tienen que utilizar el beso de amor verdadero, que rompe cualquier hechizo. Blancanieves besa a Alcott, dando su primer beso, y el hechizo se rompe.
La Reina Clementianna llega al bosque, decidida a matar a su hijastra Blancanieves ella misma. Ella revela que puede controlar a la Bestia que ha venido afectando el bosque y la envía tras Blancanieves. Blancanieves lucha contra la bestia, con la ayuda de los enanos y el príncipe, pero todas son vencidos pronto. Cuando la bestia está a punto de dar el golpe de gracia, vacila y Blancanieves ve que lleva un collar con un amuleto de la luna, similar al que la reina lleva. Ella corta la cadena con la daga de su padre y la Bestia de repente se ve envuelta en luz. En la Casa de los Espejos de la Reina se regodea, pero de repente se da cuenta de que algo está mal. Ella comienza a envejecer y el espejo le dice que este es el precio que tiene que pagar por usar la magia. La Bestia resulta ser el padre de Blancanieves, quien no tiene memoria de los últimos diez años. Agradecido con Alcott por su ayuda, accede a dejarlo casarse con Blancanieves. Durante la celebración de la boda, una vieja bruja con capucha ofrece a Blancanieves una manzana como regalo de bodas. Cuando está a punto de tomar un bocado, Blancanieves se da cuenta de que la vieja bruja es en lo que se ha convertido su propia y malvada madrastra, la Reina Clementianna. A continuación, corta un pedazo de la manzana y lo ofrece a la vieja bruja, y le dice que es el momento de aceptar que su propia y malvada madrastra, la Reina Clementianna, ha sido vencida, algo que la Reina Clementianna le dijo una vez a Blancanieves. Aceptando la derrota, la Reina Clementianna se come la manzana. En la Casa de los Espejos el espejo dice: "Era la historia de Blancanieves, después de todo". Los espejos se rompen, y la Casa de los Espejos se derrumba destruyendo el paisaje y tiempo de invierno en el palacio también y la Reina Clementianna desaparece para siempre al haberse comido el pedazo de manzana. La película termina con Blancanieves cantando "I Believe in Love", al estilo de Bollywood.

## Elenco
- Lily Collins como Blancanieves.
- Julia Roberts como la Reina Clementianna y el espejo de la reina.
- Armie Hammer como Príncipe Andrew Alcott.
- Nathan Lane como Brighton.
- Sean Bean como El Rey, el padre de Blancanieves.
- Mare Winningham como Panadera Margaret.
- Michael Lerner como El Barón.
- Robert Emms como Renbock.
- Mark Povinelli como Half Pint ("Media Pinta" en España; "Tarro Pequeño" en Hispanoamérica).
- Danny Woodburn como Grimm ("Mandamás" en España).
- Jordan Prentice como Napoleón.
- Ronald Lee Clark como Chuckles ("Risitas" en España; "Risueño" en Hispanoamérica).
- Sebastian Saraceno como Lobo.
- Martin Klebba como Butcher ("Matón" en España; "Carnicero" en Hispanoamérica).
- Joe Gnoffo como Grub ("Glotón" en España; "Comilón" en Hispanoamérica).

## Producción
El rodaje de Mirror mirror comenzó el 20 de junio de 2011 en Montreal, Canadá, y concluyó a mediados de septiembre del mismo año. El primer avance fue publicado el 30 de noviembre de 2011 por Relativity Media y Trailer Park, Inc. El afiche de la película también fue divulgado aquel día.

## Banda sonora
La cantante española Soraya Arnelas interpreta el tema final «I Believe», en su versión para España. 
En la versión original la actriz y cantante Lily Collins como Blancanieves interpreta el mismo tema.